# Markierungslampen für Hochspannungsleitungen
Markierungslampen für Hochspannungsleitungen sind spezielle Flugsicherheitsbefeuerungen, die auf Hochspannungsleitungen angebracht werden und tieffliegenden Luftfahrzeugen als optischer Hinweis auf das Hindernis dienen. Die verschiedenen Verfahren sind seit den 1930er Jahren in verschiedenen Patenten beschrieben.

## Allgemeines

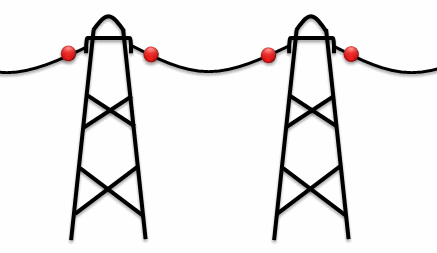
Leuchten für Markierung der Hochspannungsleitungen

Freileitungen mit großen Spannweiten, typisch ist dies bei Hochspannungsleitungen, stellen für niedrig fliegende Flugzeuge wie Hubschrauber schlecht sichtbare Hindernisse dar. Eine Möglichkeit, das Problem zu entschärfen, ist die Markierung der Leitungen durch Warnleuchten.
Eine einfache Lösung besteht darin, die Leuchten direkt an den Leitungen anzubringen. Die für den Betrieb der Warnleuchte notwendige elektrische Leistung wird direkt der Freileitung entnommen, was technische Schwierigkeiten bei der Zuführung von Energie zur Leuchte vermeidet. Der Nachteil dieser „Selbstversorgung“ besteht darin, dass dann, wenn die Hochspannungsleitung ausgeschaltet wird, beispielsweise im Rahmen von Wartungsarbeiten, die Warnleuchten nicht in Betrieb sind.

## Umsetzungsprinzip
Es gibt im Prinzip zwei Möglichkeiten, um aus einer Hochspannungsleitung die notwendige Leistung im Bereich von Bruchteilen bis zu einigen wenigen Watt für den Betrieb der Signallampe zu entnehmen. 

### Elektrische Kopplung

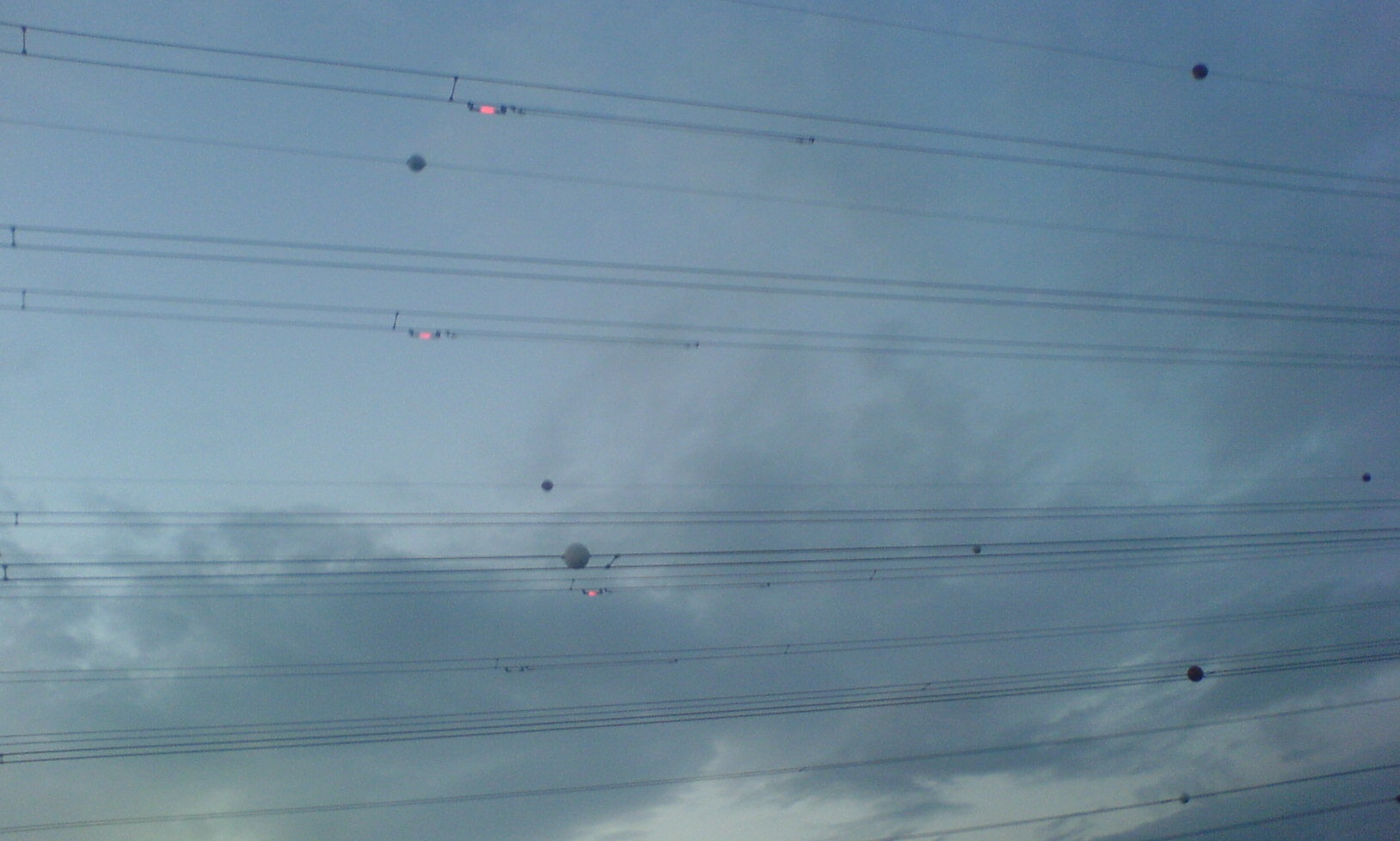
Markierungslampen mit elektrischer Koppelung.

Die Energie wird aus dem elektrischen Feld und der Abnahme der elektrischen Feldstärke in der Umgebung des Leiterseils entnommen. Ein Beispiel für dieses System ist Balisor. Der Vorteil dieses Verfahrens besteht darin, dass die Leistung unabhängig vom Stromfluss durch die Leitung zur Verfügung steht. Nachteilig ist, dass die entnehmbare Leistung gering ist und nur kleine Gasentladungslampen wie Glimmlampen mit geringer Leistung versorgen kann. Dadurch ist eine gute Erkennbarkeit nur bei Dunkelheit gegeben.
Warnleuchten mit elektrischer Kopplung können nur im Bereich von Hochspannungsnetzen im Bereich von 220 kV oder 400 kV angewendet werden, denn bei niedrigerer Spannung ist die Abnahme der elektrischen Feldstärke in der Umgebung des Leiterseils zu gering.

### Induktive Kopplung

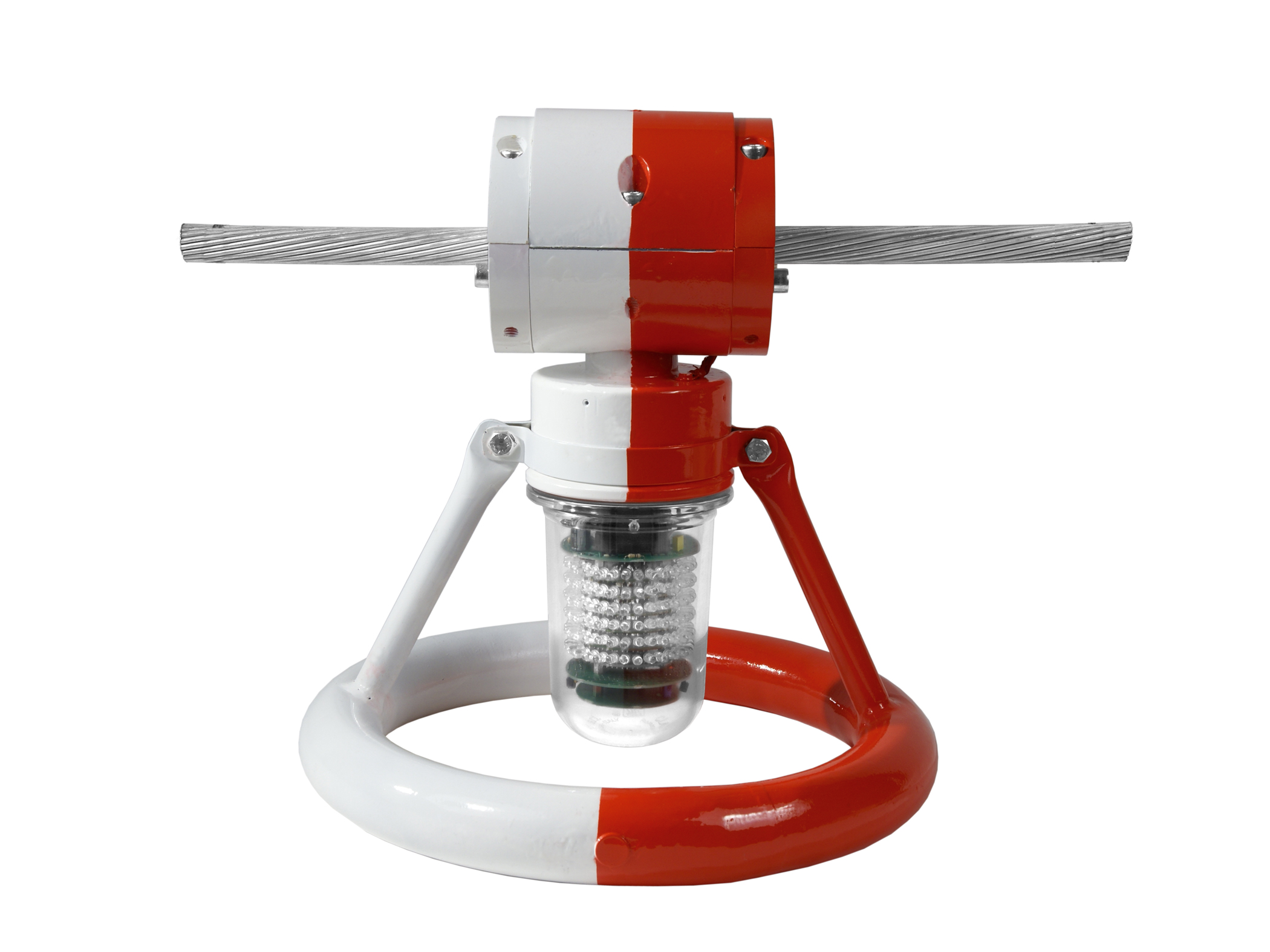
Markierungslampe mit LEDs und induktiver Koppelung (Gewicht ungefähr 8 kg) mit Koronaring im unteren Bereich

Die Energie wird dem magnetischen Feld entnommen, da sich die magnetische Flussdichte bei einem stromdurchflossenen Leiterseil kreisförmig um das Leiterseil ausbreitet. Durch einen Stromwandler, der zugleich der Aufhängung der Leuchte am Seil dient, kann die für den Betrieb der Leuchte notwendige Leistung im Bereich einiger Watt der Leitung entnommen werden. Der Nachteil besteht darin, dass zum Betrieb der Leuchte ein hinreichend hoher Strom durch das Leiterseil fließen muss. Ist die Freileitung zwar eingeschaltet, fließt aber kein oder nur ein sehr geringer Strom durch die Leitung, weil beispielsweise wenig Leistung entnommen wird, fällt die Leuchte aus.
Induktiv gekoppelte Warnleuchten sind unabhängig von der Spannungsebene, werden aber aus praktischen Gründen nur im Hochspannungsbereich eingesetzt. Das Verfahren setzt außerdem Wechselstrom voraus – auf Leitungen, die Gleichstrom übertragen wie bei Hochspannungs-Gleichstrom-Übertragung (HGÜ), ist der Einsatz induktiv gekoppelter Warnleuchten nicht möglich.
Da die entnehmbare Leistung bei diesem Prinzip höher ist, kann die Leuchte aus mehreren hell leuchtenden Leuchtdioden (LED) bestehen, die durch eine integrierte elektronische Schaltung angesteuert werden und beispielsweise regelmäßig blinken. Wichtig für den Betrieb ist ein hinreichend hoher Strom durch das Leiterseil, der den Bereich von ca. 8 A bis zu rund 1 kA umfasst. Induktive Warnleuchten müssen aber auch mit den hohen Leistungen, die bei hohen Strömen und Stromstößen, insbesondere bei elektrischem Kurzschluss auftreten, zurechtkommen.